# Itaqui
Itaqui é um município brasileiro do estado do Rio Grande do Sul, localizado às margens do Rio Uruguai. O município faz divisa com as cidades de Alegrete, Maçambará, Manoel Viana, São Borja e Uruguaiana, no Brasil, e La Cruz e Alvear, na Argentina. A cidade conta com um dos mais antigos teatros da América Latina, o Teatro Prezewodowski, construído no ano de 1883.

## História
No princípio os guaranis ocupavam as bacias do rio Ibicuí. Seu primeiro contato com os europeus se deu por meio de uma missão de jesuítas espanhóis, em 1700. Intensificando-se no século seguinte, o povoamento foi sendo desenvolvido em conjunto com a atividade pecuária, até uma economia da região.
No local onde hoje está o município de Itaqui, foi feito o primeiro povoamento pelos jesuítas da redução ou missões de La Cruz (hoje localidade argentina), por volta do ano de 1657. Somente no início do século XIX foi incorporado às terras portuguesas e em 1802 foram concedidas as primeiras sesmarias.
José Gervasio Artigas, general e protetor da Liga dos Povos Livres (1764-1850), pretendeu retomar o território missioneiro, iniciando pelo território de Itaqui. Encontrou lá uns três ranchos e treze homens que liquidou com seus 1.600 índios. Dentro desta ofensiva das forças de Artigas, salientam-se os combates de S. João Velho e de Rincão da Cruz - como a região ficou conhecida devido à missão. Esta tentativa de permanecer durou por pouco tempo, porque veio um destacamento militar, com a finalidade de expulsá-lo, acampado no arroio Cambaí.
Uma enchente obrigou-os a procurar outro local, sendo escolhido onde hoje está a cidade de Itaqui. Isto foi em 1821, e logo vieram várias famílias para aquela localidade. Durante a Revolução Farroupilha o destacamento militar estava localizado em Itaqui, tanto que o líder Giuseppe Garibaldi, ao dirigir-se da cidade de Uruguaiana para a cidade de São Borja, cruzou o rio Uruguai, na cidade de Uruguaiana, indo pela Argentina até a cidade de Santo Tomé, onde lá atravessou novamente o rio Uruguai, para a cidade de São Borja, devido a existência de tal destacamento militar em Itaqui.

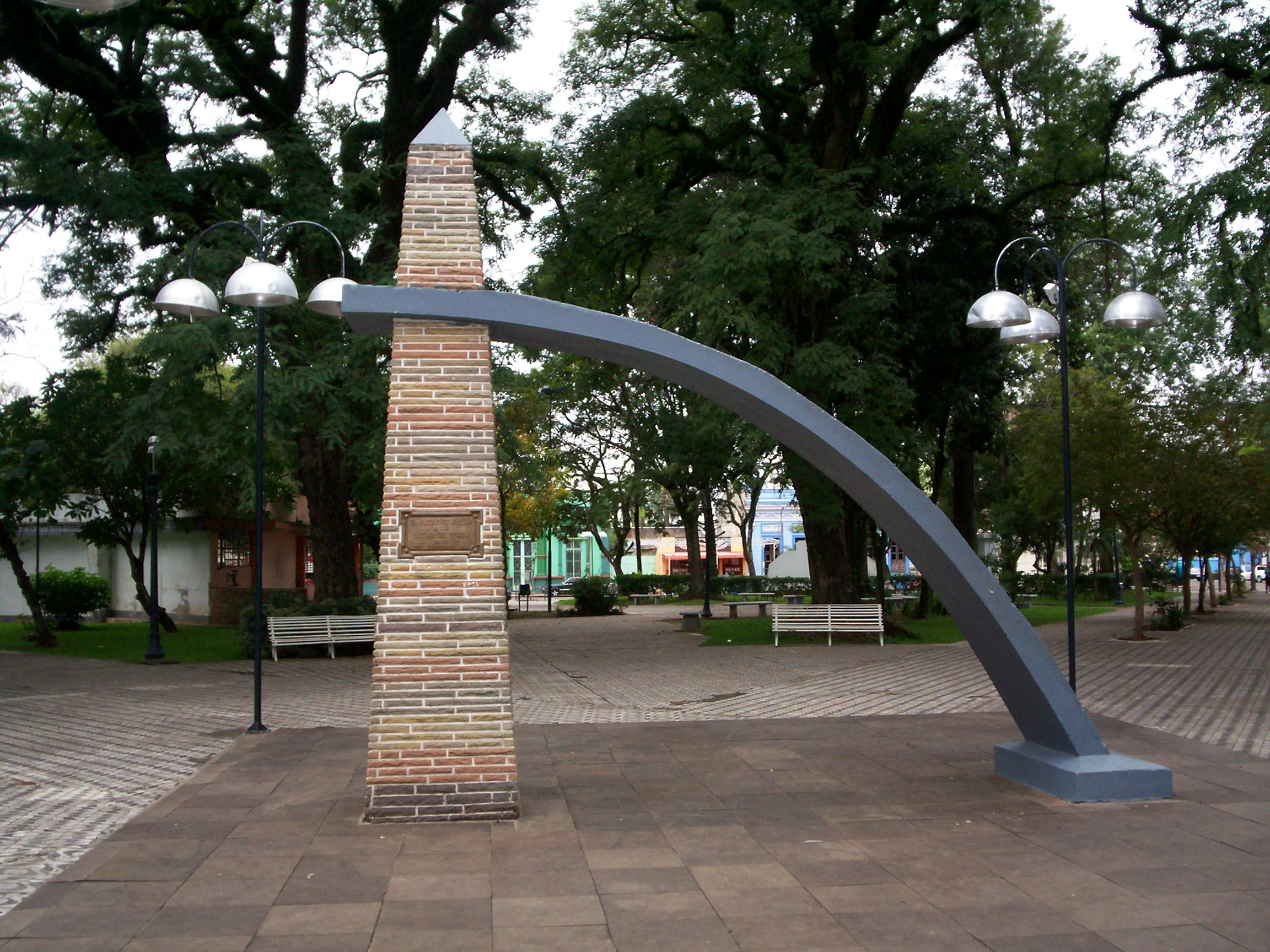
Obelisco do centenário de Itaqui

Assim, Itaqui nunca foi cenário de lutas farroupilhas, podendo ter ocorrido lutas armadas em seu território na divisa com os municípios de Uruguaiana e São Borja, ou até mesmo dentro desses municípios, pelo destacamento que encontrava-se em Itaqui.
De acordo com a lei 419 de 6 de dezembro de 1858, Itaqui foi desmembrado do município de São Borja. Nessa época a população da vila era de aproximadamente quatro mil habitantes.
Itaqui, novamente foi campo de lutas na Guerra do Paraguai, quando seus homens tiveram a oportunidade de fazer frente aos soldados de Francisco Solano López, presidente do Paraguai.
Em maio de 1879 foi elevado à categoria de cidade. Inicialmente, o nome foi São Patrício de Itaqui, em homenagem ao padroeiro, depois foi simplificado para Itaqui.

### Origem do nome Itaqui
O topônimo tem sua origem etimológica na língua guarani e compõem-se de dois termos: ita, pedra, e ku'i, areia, mole.
Provavelmente a origem do nome deve-se às características físicas da pedra vermelha existente na cidade e nas margens do rio Uruguai, que são cheias de pedras boas para afiar facas e instrumentos usados pelos índios guaranis, originando assim o nome Itaqui, que significa pedra mole, "pedra d'água", própria para afiar.
Ainda no século XIX foram desmembrados dois outros municípios destas terras: São Francisco de Assis e Santiago, bem como posteriormente Maçambará.

### Primeira Redução Jesuítica Guarani do Estado do Rio Grande do Sul
Itaqui foi a primeira redução jesuítica guarani do Rio Grande do Sul, datada do ano de 1657, quando na época os padres da cidade argentina de La Cruz transpuseram o rio Uruguai e fundaram tal redução, eis que grande eram o número de índios guaranis do lado brasileiro, tendo sido construídas várias capelas e casas pelos padres jesuítas e índios.
Destaca-se em seu território o túnel missioneiro que tem seu final as margens do rio Uruguai, sendo que do outro lado do rio, nas margens da cidade argentina de La Cruz, tem início outro túnel missioneiro, o qual leva diretamente a cidade de La Cruz.
Existiam vários cemitérios guaranis na cidade de Itaqui, onde foram construídos edificações em cima de tais locais, como nos Blocos Alvorada, Colégio Municipal Otávio Silveira, Escola Estadual Dr. Roque Degrazia, entre outros. Entre os cemitérios guaranis localizados no interior, podemos citar o Curuçú, Santo Cristo e o grande cemitério localizado na Fazenda Pessegueiro, este não mais existente.
Várias pequenas capelas missioneiras existiam na cidade de Itaqui, bem como estátuas de vários santos e cadeiras dos padres, entre outros objetos, todos elaborados pelos índios guaranis, os quais faziam parte da antiga Igreja de São Patrício, antes da mesma ter sido destruída e no local foi construída a atual Igreja de São Patrício.
No território itaquiense destaca-se várias vilas guaranis, as quais hoje são designadas como distritos, fazendo parte também, a cidade de Maçambará. Assim, podemos citar as antigas vilas indigenas de Maçambará, São Donato, São Canuto, Santo Cristo, Curuçú, Itaó, Bororé, entre outras.
Ainda existe na cidade a casa dos padres jesuítas localizada na esquina da rua Bento Gonçalves com a Avenida José de Alencar Castello Branco, estando a mesma reformada.
Existem vários sítios arqueológicos no interior, talvez exista a maior coleção arqueológica guarani e de outras culturas indígenas, mas infelizmente sem estudos sobre tais materiais, os quais encontram-se a campo.
O rio Ibicuí era o marco divisor da grande Nação Guarani, pois tais índios tinham seus territórios iniciando no território itaquiense, localizado acima do rio Ibicuí, abaixo de tal rio ficavam outras nações indígenas.
O General José Gervasio Artigas, descendente de índios guaranis, tentou retomar o território missioneiro, invadindo primeiramente, no Brasil, a Vila de Itaqui - Primeira Redução Jesuítica Guarani do Rio Grande do Sul.

## Geografia
Localiza-se a uma latitude 29º16'37" sul e a uma longitude 56º51'00" oeste, estando a uma altitude de 57 metros. Possui uma área de 3. 406,606 km² e sua população, conforme estimativas do IBGE de 2021, era de 37 363 habitantes.

## Subdivisões

### Distritos
| Distrito | População |
| -------- | --------- |
| Itaó     | 1392      |
| Itaqui   | 38378     |

### Clima
Segundo dados do Instituto Nacional de Meteorologia (INMET), referentes ao período entre 1961 e 1983, a menor temperatura registrada em Itaqui foi de −2,5 °C em 20 de julho de 1962 e a maior atingiu 39,9 °C em 25 de janeiro de 1964. O maior acumulado de precipitação em 24 horas foi de 182,9 milímetros (mm) em 12 de maio de 1975. Outros grandes acumulados foram iguais ou superiores a 100 mm foram: 118,3 mm em 7 de fevereiro de 1970, 116,8 mm em 27 de novembro de 1978 e 26 de setembro de 1979, 116,5 mm em 17 de fevereiro de 1969 e 13 de maio de 1975, 112 mm em 24 de janeiro de 1966, 109,1 mm em 13 de junho de 1969, 107,8 mm em 5 de outubro de 1979, 106,4 mm em 3 de fevereiro de 1970, 106 mm em 14 de setembro de 1977 e 101,7 mm em 6 de fevereiro de 1970.
| Dados climatológicos para Itaqui                                                            | Dados climatológicos para Itaqui | Dados climatológicos para Itaqui | Dados climatológicos para Itaqui | Dados climatológicos para Itaqui | Dados climatológicos para Itaqui | Dados climatológicos para Itaqui | Dados climatológicos para Itaqui | Dados climatológicos para Itaqui | Dados climatológicos para Itaqui | Dados climatológicos para Itaqui | Dados climatológicos para Itaqui | Dados climatológicos para Itaqui | Dados climatológicos para Itaqui |
| Mês                                                                                         | Jan                              | Fev                              | Mar                              | Abr                              | Mai                              | Jun                              | Jul                              | Ago                              | Set                              | Out                              | Nov                              | Dez                              | Ano                              |
| ------------------------------------------------------------------------------------------- | -------------------------------- | -------------------------------- | -------------------------------- | -------------------------------- | -------------------------------- | -------------------------------- | -------------------------------- | -------------------------------- | -------------------------------- | -------------------------------- | -------------------------------- | -------------------------------- | -------------------------------- |
| Temperatura máxima recorde (°C)                                                             | 39,9                             | 39,5                             | 38,2                             | 37                               | 32,5                             | 29,2                             | 30                               | 32,7                             | 33,8                             | 36,5                             | 38                               | 39,5                             | 39,9                             |
| Temperatura máxima média (°C)                                                               | 32,1                             | 30,9                             | 29,8                             | 25,7                             | 21,9                             | 19,1                             | 19,4                             | 22,6                             | 22,5                             | 25,6                             | 29                               | 31,2                             | 25,8                             |
| Temperatura média (°C)                                                                      | 26,4                             | 25,6                             | 24,2                             | 20,3                             | 16,4                             | 13,8                             | 14,2                             | 16,4                             | 17                               | 20,1                             | 22,9                             | 25,3                             | 20,2                             |
| Temperatura mínima média (°C)                                                               | 20,6                             | 20,3                             | 18,7                             | 15                               | 10,8                             | 8,5                              | 9                                | 10,3                             | 11,5                             | 14,6                             | 16,9                             | 19,4                             | 14,6                             |
| Temperatura mínima recorde (°C)                                                             | 10,6                             | 10,5                             | 7,4                              | 3                                | 0,5                              | 0,1                              | −2,5                             | 0,2                              | 2,2                              | 4                                | 6,1                              | 10,4                             | −2,5                             |
| Precipitação (mm)                                                                           | 152,7                            | 149,1                            | 164,6                            | 177,6                            | 133,4                            | 114,4                            | 91,8                             | 87,3                             | 118,1                            | 160,1                            | 140,8                            | 118,5                            | 1 608,4                          |
| Umidade relativa (%)                                                                        | 75                               | 76                               | 76                               | 82                               | 82                               | 87                               | 81                               | 76                               | 78                               | 74                               | 73                               | 75                               | 78                               |
| Insolação (h)                                                                               | 279                              | 241                              | 221                              | 179                              | 207                              | 145                              | 186                              | 178                              | 185                              | 215                              | 263                              | 277                              | 2 576                            |
| Fonte: EMBRAPA/FEPAGRO (médias: 1976-2005) e INMET (recordes de temperatura de 1961 a 1983) |                                  |                                  |                                  |                                  |                                  |                                  |                                  |                                  |                                  |                                  |                                  |                                  |                                  |

## Cultura e turismo

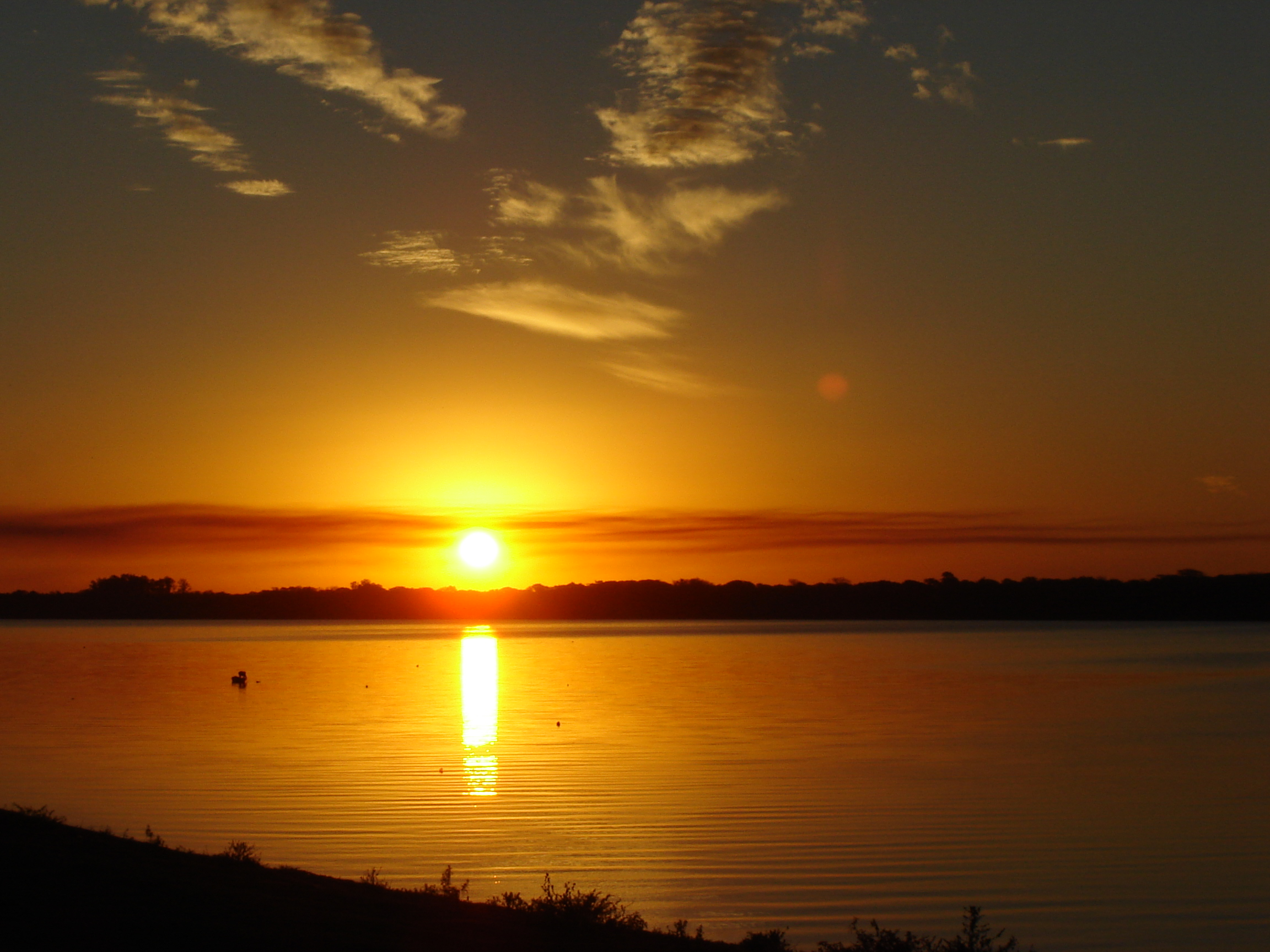
O pôr do Sol no cais do Porto é o principal ponto turístico de Itaqui

Situa-se as margens do rio Uruguai, na divisa entre Brasil e Argentina, sendo esse um dos atrativos para os turistas que a visitam. A caverna Iguariaçá apresenta uma paisagem pitoresca da região e provavelmente foi habitada pelos primeiros índios que lá estiveram.
Itaqui tem um dos mais antigos teatros da América do Sul, o Teatro Prezewodowski, construído no ano de 1883. Também possui uma grande semana farroupilha, em que se trazem os melhores conjuntos do estado para animar os bailes da cidade.
Tem grandes festivais, como o Festival Itaquiense de Teatro Amador, O Festival de Canto Farrapo da Casilha do Porto e o Dança Comigo Itaqui (festival de dança), no qual participam grupos teatrais de vários lugares, inclusive da Argentina.
O carnaval da cidade vem evoluindo bastante também, trazendo grandes atrações e públicos de diversas cidades do estado.